# Чёрный хлеб (фильм)
«Чёрный хлеб» (кат. Pa negre) — художественный фильм производства Испании на каталанском языке, снятый режиссёром Агусти Вильяронгой. Сценарий фильма был написан режиссёром по одноимённому роману Эмили Тешидора с включением элементов двух других историй этого же автора: «Портрет птицеубийцы» (Retrat d’un assassí d’ocells) и «Так проходит Глория Суонсон» (Sic transit Gloria Swanson).
Действие фильма разворачивается в сельской местности в Каталонии спустя несколько лет после окончания Гражданской войны в Испании. 11-летний Андреу находит трупы двух человек, отца и сына. Власти обвиняют в убийстве отца Андреу, но Андреу пытается доказать его невиновность. В поисках преступников Андреу наталкивается на стену лжи и отдаляется от своей семьи.
Фильм удостоился 13 наград каталонской кинопремии «Гауди» и 9 наград национальной кинопремии «Гойя». «Чёрный хлеб» стал первым фильмом на каталанском языке, выдвинутым Испанской киноакадемией на соискание премии «Оскар» 2012 года.

## В ролях
- Франсеск Коломер — Андреу
- Марина Комас — Нурия
- Нора Навас — Флоренсия
- Рожер Казамажор — Фарриоль
- Льюиза Кастель — Сио
- Мерсе Аранега — сеньора Манубенс
- Лайя Маруль — Паулетта
- Марина Гатель — Энрикета
- Элиза Креуэт — Авия
- Эдуард Фернандес — учитель
- Сержи Лопес — мэр